# روی براون (بازیکن فوتبال، زاده ۱۹۴۵)
روی براون (انگلیسی: Roy Brown؛ زادهٔ ۵ اکتبر ۱۹۴۵) بازیکن فوتبال اهل بریتانیا است.
از باشگاه‌هایی که در آن بازی کرده‌است می‌توان به باشگاه فوتبال نوتس کانتی، باشگاه فوتبال منزفیلد تاون، باشگاه فوتبال تاتنهام هاتسپر، و باشگاه فوتبال ردینگ اشاره کرد.